# Ferrari 330
A 330 é um modelo 2+2 da Ferrari equipada com motor V12 dianteiro.